# Javier Gómez (Colombiaans wielrenner)
Javier Eduardo Gómez Pineda (Sogamoso, 16 oktober 1991) is een Colombiaans wielrenner.

## Carrière
In 2010 nam Gómez deel aan het wereldkampioenschap voor beloften. In de wegrit eindigde hij op plek 54, nadat hij twee dagen eerder al negentiende was geworden in de tijdrit.
Voor 2011 tekende Gómez een contract hij EPM-UNE, een continentale wielerploeg uit zijn geboorteland. In zijn debuutjaar voor de ploeg reed hij onder meer de Ronde van Rio de Janeiro, waar hij achter drie ploeggenoten vierde werd in het eindklassement. Een jaar later won hij een etappe en het bergklassement in de Ronde van Guatemala en werd hij derde in het jongerenklassement van de USA Pro Cycling Challenge.
Na twee jaar verliet hij zijn ploeg en tekende hij bij Colombia Coldeportes. Namens deze ploeg won hij in november 2013 de achtste etappe in de Ronde van Bolivia. Gómez bleef twee seizoenen bij de ploeg die in 2014 geen continentale licentie kreeg. In 2015 maakte hij de overstap naar Raza de Campeones-Lotería de Boyacá, dat een jaar later onder de naam Boyacá Raza de Campeones een continentale licentie kreeg. Voor deze ploeg reed hij onder meer tweemaal de Ronde van Colombia. In 2017 deed het team weer een stap terug, maar Gómez bleef verbonden aan de ploeg. In februari van dat jaar werd hij negende in het nationale kampioenschap tijdrijden. Later dat jaar won hij twee etappes in de Clásico RCN, die niet op de UCI-kalender stond.

## Overwinningen
2012
6e etappe Ronde van Guatemala
Bergklassement Ronde van Guatemala
2013
8e etappe Ronde van Bolivia

## Ploegen
- 2011 –  EPM-UNE
- 2012 –  EPM-UNE
- 2013 –  Colombia Coldeportes
- 2016 –  Boyacá Raza de Campeones

Bothia · Chaparro · Cruz · Cubides · Diagama · Flórez · García · Gómez · Mancipe · Ochoa · Ortega · C.Parra · H.Parra · M.Rodríguez · W.Rodríguez · Romero